# Evento climatico 4,2 ka BP

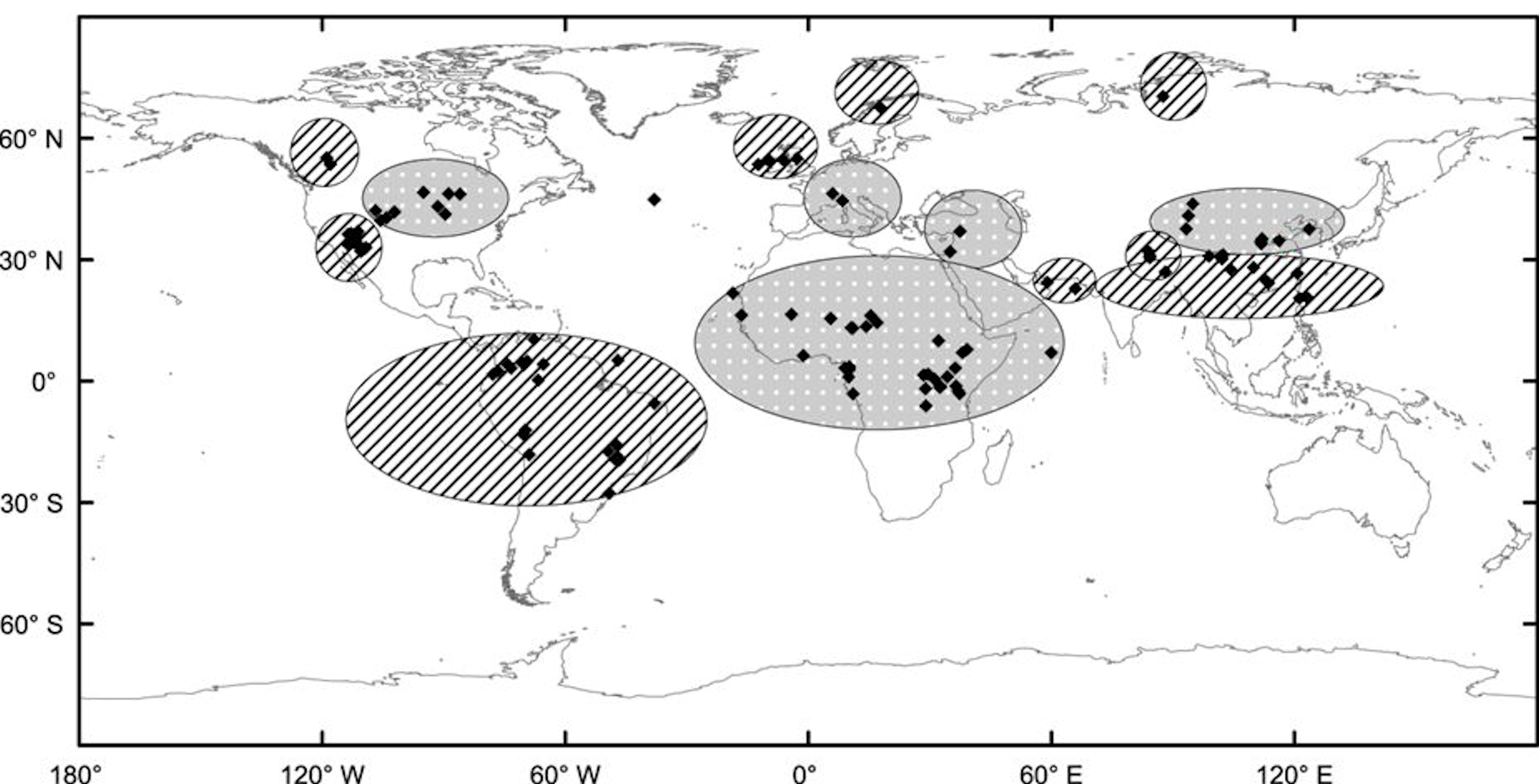
Distribuzione dell'evento di 4,2 ka BP. Le aree tratteggiate sono quelle colpite da condizioni umide o da inondazioni e le aree punteggiate da siccità o tempeste di sabbia.

L'evento climatico di 4,2 ka BP (dove "ka" è l'unità di misura del millennio e "BP" è un'abbreviazione che significa per convenzione "prima del 1950") è stato uno degli eventi climatici più gravi dell'Olocene. L'evento definisce l'inizio del Meghalayano.
A partire dal 2200 a.C. circa, il clima in alcune regioni del globo si è aridificato notevolmente, e ciò probabilmente per tutto il XXII secolo a.C. È stato ipotizzato che le conseguenze di questa variazione del clima includano il crollo dell'Antico Regno in Egitto, dell'Impero accadico in Mesopotamia e della cultura Liangzhu nell'area del basso fiume Yangtze. La siccità potrebbe anche aver dato inizio al crollo della civiltà della valle dell'Indo, causando uno spostamento importante della sua popolazione verso sud-est, in cerca di un habitat più favorevole, così come la migrazione di persone di lingua indoeuropea nel subcontinente indiano.

Temperatura ricostruita relativa alla Groenlandia centrale. A differenza dell'evento di 8,2 ka BP, l'evento di 4,2 ka non corrisponde ad un segnale prominente nel nucleo di ghiaccio Gisp2 che ha un inizio a 4,2 ka BP.

Una fase di intensa aridità avvenuta circa 4200 anni fa si registra in Nord Africa, nel Medio Oriente, nel Mar Rosso, in Penisola Arabica, nel Subcontinente indiano e nel Nord America centrocontinentale. I ghiacciai di tutte le catene montuose del Canada occidentale avanzarono in quel periodo. Prove a sostegno dell'evento climatico 4,2 ka sono state trovate in depositi di calcite in Italia, nella calotta glaciale del Kilimangiaro e nel ghiaccio andino. L'inizio dell'aridificazione in Mesopotamia intorno al 4100 BP coincise anche con un evento di raffreddamento nel Nord Atlantico, noto come evento di Bond 3. Nonostante la diversità geografica dei luoghi dove è stata registrata un'improvvisa siccità e un abbassamento della temperatura media, i dati per il Nord Europa sono ambigui, il che suggerisce che le origini e gli effetti dell'evento sono spazialmente complessi.
Nel 2018, la Commissione internazionale di stratigrafia ha diviso l'Olocene in tre periodi, in base alla datazione uranio-torio, designando il tardo Olocene dal 2250 a.C. in poi come Meghalayano. 
Lo stratotipo di confine è uno speleotema nella grotta di Mawmluh in India, e lo stratotipo ausiliario globale è un carota di ghiaccio del Monte Logan in Canada. 
La decisione dell'ICS viene tuttavia contestata sia per la bassa risoluzione con cui è stata effettuata la datazione della stalagmite di Mawmluh, sia perché non sono stati rinvenuti i segni della siccità in zone lontane dal continente euroasiatico, sia perché alcune ricerche suggeriscono che ci siano stati diversi e variabili periodi di cambiamenti climatici nell'arco di alcuni secoli anziché un fenomeno regionale localizzato come l'«evento 4,2ka BP».

## Conseguenze della crisi climatica

### Penisola Iberica
Nella Penisola Iberica si ritiene che la costruzione di insediamenti di tipo motillas nel periodo successivo al 2200 a.C. sia la conseguenza del forte e duraturo inaridamento che colpì l'area.

### Antico Egitto
Verso il 2150 a.C., l'Egitto fu colpito da una serie di piene del Nilo eccezionalmente basse. Questa crisi agricola potrebbe aver avuto un ruolo importante nel crollo del governo centralizzato dell'Antico Regno a seguito di una carestia.

### Penisola Arabica

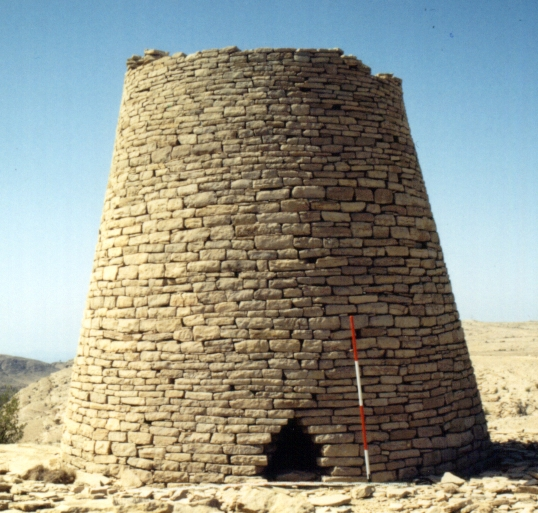
Tomba della cultura Umm an-Nar in Oman.

Nella regione del Golfo Persico, si è verificato un improvviso cambiamento nel modello di insediamento delle popolazioni, nello stile delle ceramiche e delle tombe. La siccità del XX secolo a.C. segna la fine della cultura di Umm Al Nar e il passaggio alla cultura del Wadi Suq.

### Mesopotamia
L'aridificazione della Mesopotamia potrebbe essere stata correlata con l'abbassamento della temperatura della superficie marina nel Nord Atlantico (evento di Bond 3), poiché l'analisi della moderna documentazione strumentale mostra che importanti riduzioni interannuali dell'approvvigionamento idrico mesopotamico si verificano quando le temperature della superficie del mare dell'Atlantico subpolare nord-occidentale sono insolitamente basse. Le sorgenti dei fiumi Tigri ed Eufrate sono alimentate dalla cattura indotta dall'elevazione delle precipitazioni invernali del Mediterraneo.
L'impero accadico nel 2300 a.C. fu la seconda civiltà a inglobare società indipendenti in un unico stato (il primo fu l'antico Egitto intorno al 3100 a.C.). Il crollo dello stato centrale potrebbe essere stato indotto da una siccità secolare di vasta portata. Le prove archeologiche documentano il diffuso abbandono delle pianure agricole della Mesopotamia settentrionale e il drammatico afflusso di rifugiati nella Mesopotamia meridionale, intorno al 2170 a.C. Venne costruito in quel periodo un muro lungo 180 km attraverso la Mesopotamia centrale per arginare le incursioni nomadi verso sud. Intorno al 2150 a.C., i Gutei, che originariamente abitavano i monti Zagros, sconfissero il demoralizzato esercito accadico, prese Akkad e la distrusse intorno al 2115 a.C. Il diffuso cambiamento agricolo nel Vicino Oriente risulta evidente alla fine del III millennio a.C.
Il reinsediamento di popolazione sedentaria nelle pianure settentrionali avvenne, anche se legato a gruppi di minore estensione rispetto a prima, intorno al 1900 a.C., ossia tre secoli dopo il crollo della cività agricola nell'area. Solamente alcuni insediamenti erano rimasti attivi nell'area durante i secoli di siccità; a Tell es-Swayhat, le risorse agricole hanno permesso alla città di resistere all'evento climatico di 4,2 ka BP, quando molti siti mesopotamici erano stati abbandonati verso il 2200 a.C.
Uno studio sui coralli fossili in Oman indica che le prolungate stagioni di shamal invernale, portarono circa 4200 anni fa alla salinizzazione dei campi irrigati, facendo diminuire drasticamente la produzione agricola e innescando una carestia diffusa che potrebbe aver portato al crollo dell'antico impero accadico.

### Asia meridionale e centrale

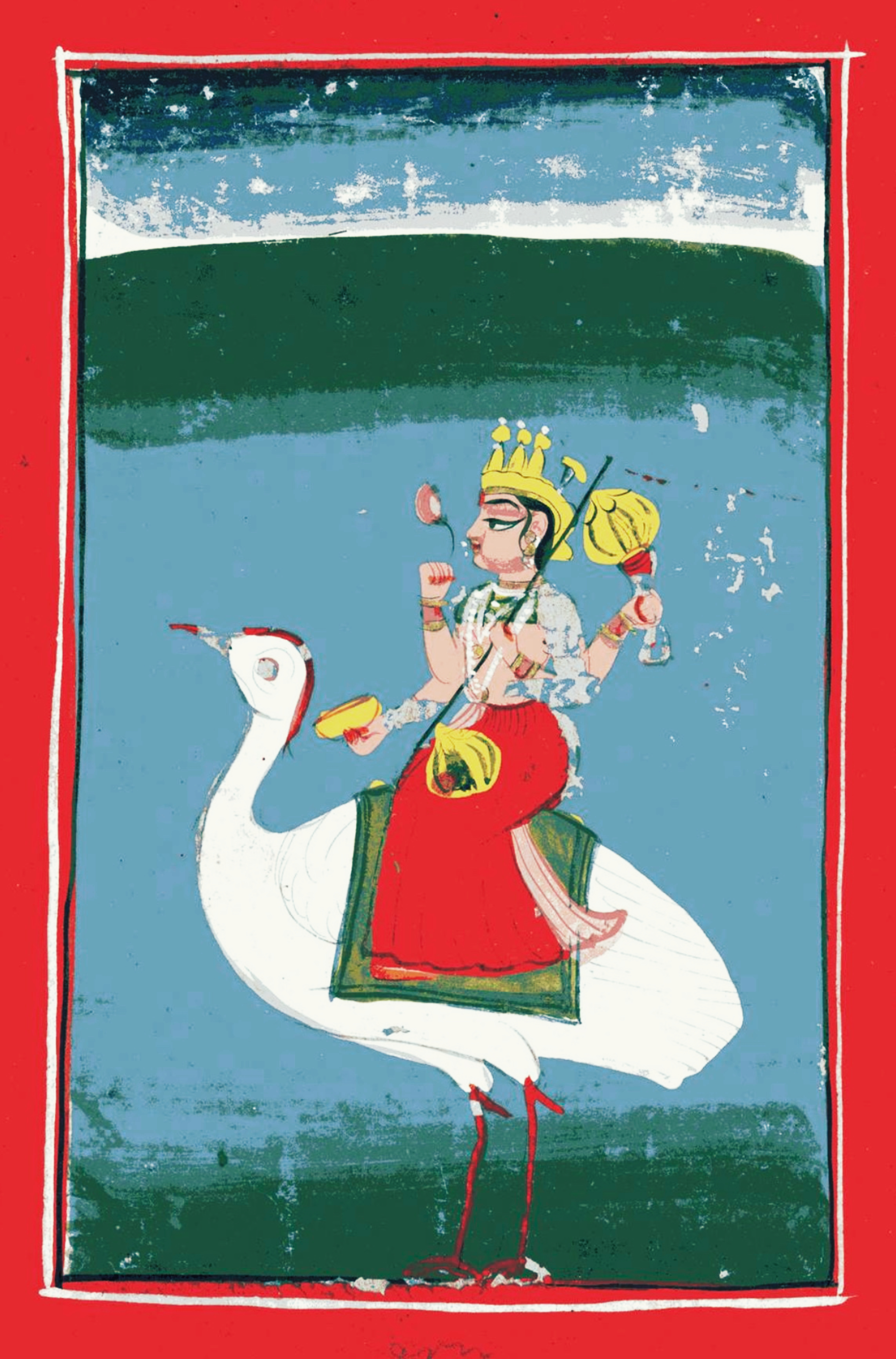
Sarasvati, divinità fluviale identificata da alcuni studiosi con il Ghaggar-Hakra.

Nel II millennio a.C., si verificò un'aridificazione diffusa nelle steppe eurasiatiche e nell'Asia meridionale. Nelle steppe, la vegetazione cambia, portando le popolazioni a spostarsi maggiormente e favorendo la transizione verso l'allevamento nomade del bestiame. In Asia meridionale, le piogge vengono a mancare per periodi sempre più lunghi: la conseguente scarsità d'acqua causa quindi il collasso delle culture urbane sedentarie dell'Asia centrale, dell'Afghanistan, dell'Iran e dell'India.
I centri urbani della civiltà della valle dell'Indo furono abbandonati e sostituiti da culture locali disparate a causa dello stesso cambiamento climatico che colpì le regioni limitrofe a ovest. Molti studiosi ritengono che la siccità e il declino del commercio con l'Egitto e la Mesopotamia abbia causato il crollo della civiltà dell'Indo. La rete idrografica del Ghaggar-Hakra era alimentata dalla pioggia e l'approvvigionamento idrico dipendeva dai monsoni. Il clima della valle dell'Indo divenne significativamente più fresco e secco a partire dal 1800 a.C. circa, con un contemporaneo indebolimento generale del monsone. Conseguentemente, il fiume Ghaggar-Hakra ridusse la sua portata, diventando stagionale, portando a inondazioni irregolari e meno estese. Ciò rese l'agricoltura nella valle dell'Indo meno sostenibile, dato che si riposava sulle inondazioni stagionali piuttosto che sulle precipitazioni. La riduzione delle piene del Ghaggar-Hakra causò il progressivo abbandono della regione, a favore delle pianure ad est più facilmente inondate e dove i monsoni erano più regolari.

### Cina antica
La siccità potrebbe aver causato il crollo delle culture neolitiche intorno alla Cina centrale alla fine del III millennio a.C. Allo stesso tempo, il corso medio del Fiume Giallo vide una serie di straordinarie inondazioni che la tradizione ha collegato alla leggendaria figura di Yu il Grande. Nel bacino del fiume Yishu (un bacino fluviale costituito dal fiume Yi e dal fiume Shu), la fiorente cultura Longshan fu interessata da un raffreddamento del clime, che ridusse drasticamente la produzione di riso e portò a una sostanziale diminuzione della popolazione. Intorno al 2000 a.C., la cultura Longshan fu sostituita dalla cultura Yueshi, che aveva manufatti in ceramica e bronzo meno sofisticati.